# Acer ceriferum
Acer ceriferum är en kinesträdsväxtart som beskrevs av Alfred Rehder. Acer ceriferum ingår i släktet lönnar, och familjen kinesträdsväxter. Inga underarter finns listade i Catalogue of Life.